# Catching Up with Depeche Mode
| Críticas profissionais | Críticas profissionais |
| Avaliações da crítica  | Avaliações da crítica  |
| Fonte                  | Avaliação              |
| ---------------------- | ---------------------- |
| allmusic               | [ 1 ]                  |
| Robert Christgau       | (B+)                   |

Catching Up with Depeche Mode é uma compilação da banda inglesa Depeche Mode lançada em 11 de novembro de 1985 somente na América do Norte a fim de promover a banda naquelas áreas, principalmente nos Estados Unidos.
Incluí os dois lados B, "Flexible" e "Fly on the Windscreen".

## Faixas
Todas as faixas escritas e compostas por Martin Gore, exceto onde notado. 
| N.º | Título                  | Compositor(es)              | Duração |  |
| 1.  | "Dreaming of Me"        | Vince Clarke                | 3:44    |  |
| 2.  | "New Life"              | Vince Clarke, Paul Spector  | 3:44    |  |
| 3.  | "Just Can't Get Enough" | Clarke/Gore                 | 3:36    |  |
| 4.  | "See You"               | Martin L. Gore/Vince Clarke | 3:53    |  |
| 5.  | "The Meaning of Love"   |                             | 3:04    |  |
| 6.  | "Love, in Itself"       |                             | 3:55    |  |
| 7.  | "Master and Servant"    |                             | 3:50    |  |
| 8.  | "Blasphemous Rumours"   |                             | 5:04    |  |
| 9.  | "Somebody"              |                             | 4:21    |  |
| 10. | "Shake the Disease"     |                             | 4:46    |  |
| 11. | "Flexible"              |                             | 3:09    |  |
| 12. | "It's Called a Heart"   |                             | 3:48    |  |
| 13. | "Fly on the Windscreen" |                             | 5:05    |  |